# Esplanade du Capitaine-Henri-Pierret
L'esplanade du Capitaine-Henri-Pierret est une voie située dans le 15e arrondissement de Paris, en France.

## Origine du nom

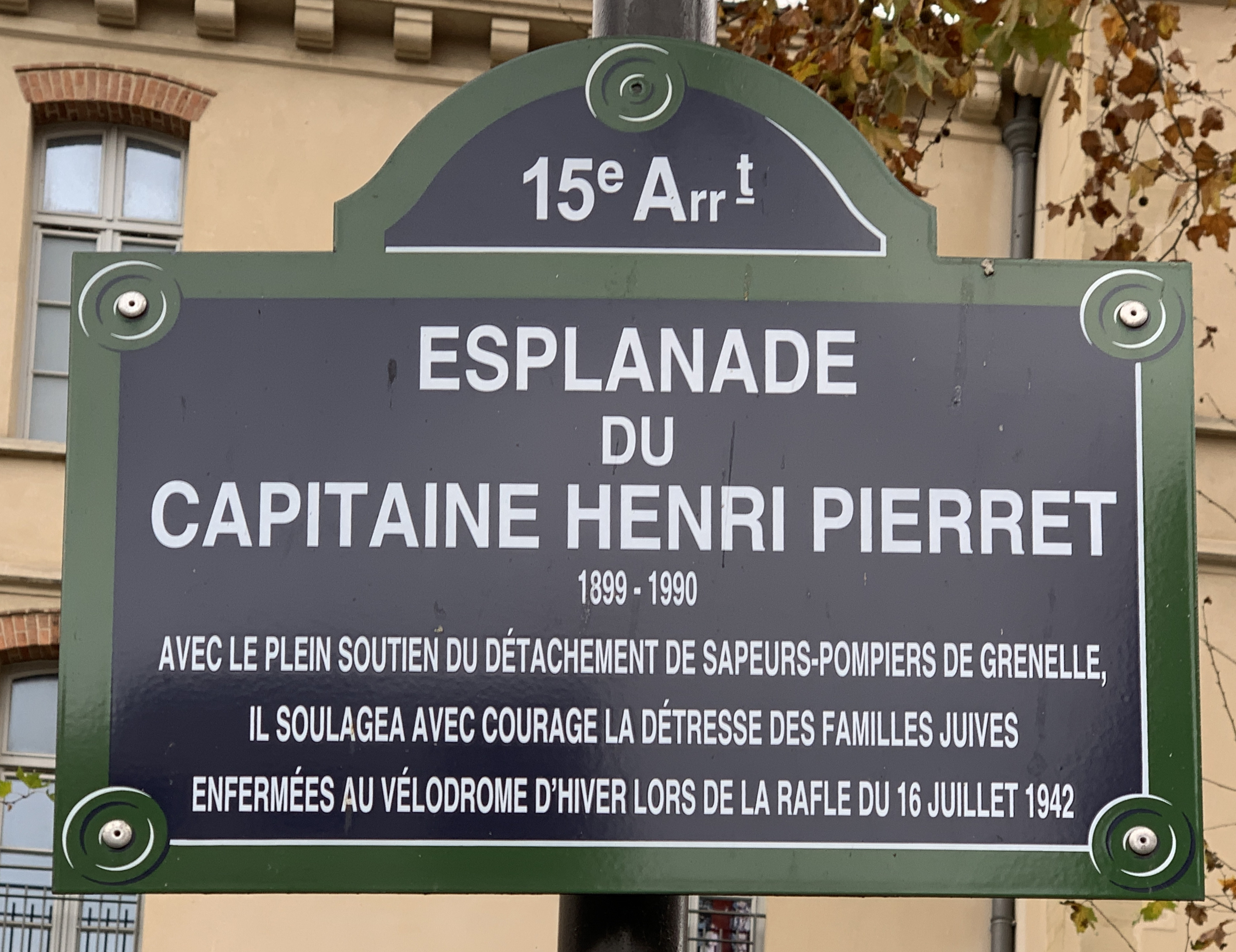
Plaque de l'esplanade.

L'esplanade du capitaine Henri Pierret a été inaugurée par le maire de Paris le 18 février 2014. Elle rend hommage à Henri Pierret, capitaine des Pompiers des Paris, qui soulagea les souffrances des familles internés au Vel d'Hiv le 16 juillet 1942. Contre l'avis des gendarmes présents, il fit dérouler par ses hommes de la caserne Grenelle des lances incendies pour distribuer de l'eau aux milliers de personnes internées dans le Vélodrome d'Hiver. Ses hommes et lui recueillirent des centaines de messages des internés, qu'ils postèrent le lendemain depuis plusieurs points de Paris, afin de ne pas éveiller les soupçons de l'administration. 
L'esplanade qui porte son nom est en face de la caserne des pompiers de Grenelle, dans le 15e arrondissement de Paris.